# یانوش یاکاب
یانوش یاکاب (مجاری: Jakab János؛ زادهٔ ۲۳ ژوئیهٔ ۱۹۸۶) یک بازیکن تنیس روی میز اهل مجارستان است.